# Химик (стадион, Тверь)
Стадио́н «Хи́мик» — стадион в городе Тверь, Россия; является базовым стадионом для местного футбольного клуба «Волга».
Расположен на берегу Волги, рядом с местом впадения Тьмаки в Волгу и Старым мостом, на месте основания Твери и территории уничтоженного пожаром Тверского кремля, на территории Центрального района.

## История
Стадион открыт в 1920 году..В 30-е годы стадион принадлежал ГСП (городскому Совету профсоюзов), затем стал принадлежать обществу «Динамо». В 1957 году стадион «Динамо» стал структурой Комбината химического волокна имени 50-летия СССР и стал называться «Химик».
В 1991 году передан городу, подчиняется муниципальному учреждению «Объединённая дирекция стадионов».
Стадион «Химик» располагает футбольным полем с травяным покрытием, двумя трибунами на 7698 стационарных мест, теннисными кортами, спортивным залом. В 2004 году открыт после реконструкции. Помимо спортивных мероприятий, на стадионе проводятся фестивали, концерты и другие общегородские культурно-массовые мероприятия.
7 и 9 февраля 2016 года на стадионе прошла Русская классика — ежегодный матч регулярного чемпионата Высшей хоккейной лиги, проводимый на открытом воздухе, дополненный выставочным ретро-матчем. В рамках ВХЛ сошлись местный ТХК и воронежский «Буран» (1:2 ОТ), а в рамках поединка, посвященного 50-летию русско-канадского хоккейного противостояния — воссозданная команда СКА МВО, состоящая из воспитанников тверского хоккея, и московский ЦСКА (4:3 Б). В рамках этих мероприятий на фасаде входных ворот стадиона установлен памятный знак, что 13 января 1966 года на «Химике» прошел хоккейный матч ЦСКА и чемпиона Канады среди любительских команд «Шербрук Биверс», завершившийся крупной победой команды Анатолия Тарасова (15:4). Матч считается прологом к проведению легендарной Суперсерии Канада — СССР 1972 года.
Проходящая с 2018 года реконструкция стадиона сопряжена со срывами сроков и многочисленными вопросами, касающихся тотальных нарушений и повальных недоработок, ставящими, в числе прочего, под сомнение его дальнейшее использование в плане проведения соревнований профессионального уровня.

## Адрес
- Россия, Тверская область, г. Тверь, ул. Советская, д. 1-а.